# 有羽なぎさ
有羽 なぎさ（ゆう なぎさ）は、日本の漫画家。
主に『デザート』（講談社）で作品を発表する。

## 作品リスト
()内は単行本発行年。
- 1000分の1 (1995)
- 卒業までの24時間 (1995)（原作：小林深雪）
- バレーボール部物語 (1996)
- ジュリエット・ゲーム (1996)
- サマー・ヌード (1997)
- きみを好きになった日 (1997)（原作：小林深雪）
- 銀河の鼓動 (1998)（原作：安井国穂）
- きみの隣で眠りたい (1998)
- 世界でいちばん嫌いな君へ (1999)
- いつも月が見ていた (1999)
- いとこ同士 (2000)
- あなたに傍にいてほしい (2000)
- 永遠の愛を誓って~PURE LOVE&PURE SOUL (2001)（原作：藤保秀樹）
- 空を探しに (2002,2004) 全2巻（北星学園余市高等学校をモデルにした物語）
- 君が眩しい夏 (2002)
- その時、僕は恋に落ちた。 (2003)
- 親愛なる貴方へ… 女優・内山理名物語 (2005)（著者：内山理名・琥珀華菜）
  - 「あの夏、誰も知らないふたり」「白い恋人たち」を収録
- クリスマスローズ ここにしか咲かない花 (2006)
- 天国は待ってくれる (2007)（映画のコミカライズ）
- 7's blood (2008)（原作：瀬尾まいこ）
- カフーを待ちわびて (2008)（原作：原田マハ）